# Trương Nhĩ
Trương Nhĩ (chữ Hán: 張耳; ?-202 TCN) là tướng nước Triệu và vua chư hầu thời Hán Sở trong lịch sử Trung Quốc, xuất thân từ Đại Lương (nước Nguỵ).

## Giàu sang nhờ vợ
Trương Nhĩ sinh ra cuối thời Chiến Quốc. Theo Sử ký, lúc còn trẻ ông làm tân khách ở nhà công tử nước Ngụy là Ngụy Vô Kỵ. Trương Nhĩ có lần trốn đi chơi Ngoại Hoàng. Ở đó có người con gái nhà giàu rất đẹp, lấy một người chồng đầy tớ tầm thường, liền trốn chồng về nhà người khách của cha. Người khách của cha cô vốn biết Trương Nhĩ, bèn nói với người con gái: 
Nếu cô muốn tìm người chồng tài giỏi thì hãy theo Trương Nhĩ!
Người con gái nghe theo. Sau đó người khách của cha cô ta bèn giúp cô ta bỏ chồng và lấy Trương Nhĩ. Trương Nhĩ bây giờ thoát khỏi cảnh nghèo. Nhà người con gái đối đãi chu cấp cho Trương Nhĩ rất hậu. Trương Nhĩ nhờ thế lại tụ tập khách khứa như các nhà thế tộc của chư hầu. Ông có thể làm cho khách ở xa ngàn dặm đến nhà. Sau đó ông được làm quan lệnh ở Ngoại Hoàng, danh tiếng từ đó càng nổi.
Trước nước Nguỵ bị Tần diệt (225 TCN), Trương Nhĩ đã quen biết Trần Dư, hai người kết bạn rất thân. Vì Trần Dư ít tuổi nên xem Trương Nhĩ như cha, hai người làm bạn sống chết có nhau.
Khi đó Lưu Bang còn nghèo, thường hay đến làm du khách ở nhà Trương Nhĩ, ở đấy mấy tháng.

## Nhịn nhục chờ thời
Khi nhà Tần diệt Đại Lương thì nhà Trương Nhĩ ở Ngoại Hoàng. Nhà Tần đã diệt được nước Ngụy mấy năm, nghe tin Trương Nhĩ và Trần Dư là hai danh sĩ ở Ngụy, bèn trao giải thưởng người nào bắt được Trương Nhĩ thì thưởng ngàn lạng vàng, bắt được Trần Dư thì thưởng năm trăm lạng. Trương Nhĩ, Trần Dư đổi tên họ cùng đến huyện Trần làm người giữ cổng làng để kiếm ăn. Hai người cãi nhau, viên lại trong làng đi qua, liền lấy roi đánh Trần Dư. Trần Dư muốn đứng dậy. Trương Nhĩ dẫm vào gót chân bảo Dư cứ chịu đòn đi. Viên lại ra đi, Trương Nhĩ bèn kéo Trần Dư xuống gốc cây dâu mà trách, nói:
Lúc đầu tôi nói với anh như thế nào? Nay mới bị một cái nhục mà muốn giết viên lại sao?
Trần Dư hiểu ra, nghe theo.
Nhà Tần ban chiếu tìm hai người. Hai người trái lại dùng chức giữ cổng để ra lệnh trong làng.

## Bàn kế với Trần Thắng
Tháng 7 năm 209 TCN, Trần Thắng khởi nghĩa ở đất Kỳ, khi vào đất Trần thì số quân đã vài vạn. Trương Nhĩ, Trần Dư đến yết kiến Trần Thắng. Trần Thắng và các quan hầu ngày thường đã nhiều lần nghe nói Trương Nhĩ, Trần Dư là người hiền nhưng chưa gặp mặt. Nay được gặp, Trần Thắng và mọi người rất mừng. Các bậc hào kiệt và những người già cả ở đất Trần bảo với Trần Thắng tự lập làm vua nước Sở.
Trần Thắng hỏi ý kiến hai người. Hai người đáp:
Nhà Tần làm việc vô đạo, phá nước nhà người ta, diệt xã tắc của người ta, cắt đứt dòng dõi người ta, làm cho trăm họ mệt sức hết của. Tướng quân trợn mắt, cả gan xông vào nơi muôn chết không để ý đến một sống, vì thiên hạ trừ bọn tàn bạo. Nay tướng quân mới đến đất Trần mà đã tự xưng làm vua, tức là nêu rõ với thiên hạ rằng mình nghĩ đến điều riêng. Xin tướng quân chớ có làm vua, mau mau đem binh đi về hướng Tây sai người lập con cháu sáu nước để dựng bè đảng cho mình. Như thế nhà Tần càng thêm nhiều kẻ địch.Quân địch của Tần đông thì sức của nó bị chia. Cùng mưu với nhiều người thì binh lực mạnh. Như vậy ở ngoài đồng không gặp cảnh binh sĩ đánh nhau, trong các huyện thì không ai giữ thành, tướng quân diệt nhà Tần bạo ngược,chiếm lấy Hàm Dương và ra lệnh cho chư hầu. Chư hầu trước đây đã mất nay lại được lập lên. Tướng quân dùng đức để làm cho họ phục, như thế có thể làm nên cơ nghiệp đế vương. Nay tướng quân một mình xưng vương ở Trần, tôi sợ thiên hạ tan rã mất.
Trần Thắng không nghe theo, bèn tự lập làm vua, xưng là Trương Sở vương.

## Tôn Vũ Thần
Hai người thấy kế không được thi hành, bèn tính chuyện lập nghiệp riêng. Trần Dư thuyết phục Trần Vương rằng: 
Đại vương đem binh của Lương, Sở đi về hướng tây, cốt vào Quan Trung nhưng chưa kịp lấy Hà Bắc. Tôi thường đi chơi ở đất Triệu, biết những người hào kiệt và địa thế ở đấy. Xin nhà vua cho tôi một đạo kỳ binh, đi về phía bắc lấy đất Triệu.
Trần Vương đồng ý, bèn cho người bạn thân của mình là Vũ Thần làm tướng quân, Thiệu Tao làm hộ quân, Trương Nhĩ và Trần Dư là tả hiệu úy và hữu hiệu úy cùng ba nghìn quân để đi về phía bắc lấy đất Triệu.
Vũ Thần đi từ bến Bạch Mã, vượt qua sông Hoàng Hà, đến các huyện thuyết phục những người hào kiệt ở đấy. Các hào kiệt tin theo. Vũ Thần cùng Trương, Trần tập hợp binh sĩ được vài vạn người, gọi Vũ Thần là vũ Tín Quân, lấy được hơn mười thành của đất Triệu.
Những thành còn lại đều cố giữ không chịu đầu hàng. Vũ Thần cùng các tướng bèn đem quân đi về phía đông bắc đánh Phạm Dương. Khoái Triệt người đất Phạm Dương muốn giúp Vũ Thần, đến du thuyết viên lệnh ở Phạm Dương, khuyên nên hàng Vũ Thần. Viên lệnh ở Phạm Dương nghe theo, được Vũ Thần giao ấn tước hầu. Đất Triệu nghe vậy có hơn ba mươi thành không đánh mà đầu hàng.
Khi quân đến Hàm Đan, Trương Nhĩ, Trần Dư nghe tin quân Trương Sở do Chu Văn chỉ huy đã vào cửa ải, nên đến đất Hý rồi bị Chương Hàm đánh bại, lại nghe nhiều viên tướng đã giúp Trần Vương lấy đất bị gièm pha mà phải tội chết, oán Trần Vương không dùng mưu kế của mình, không cho mình làm tướng lại cho làm hiệu úy, bèn nói với Vũ Thần:
Trần Vương nổi lên ở đất Kỳ, đến đất Trần thì xưng vương; không muốn lập con cháu sáu nước. Nay tướng quân với ba nghìn quân đã hạ được hơn mấy chục thành của nước Triệu, lại chỉ cần lẩn lút ở phía Bắc sông Hà, nếu tướng quân không xưng vương thì còn ai làm. Vả chăng Trần Vương nghe những lời gièm pha, nếu tướng quân quay về báo, tôi sợ tướng quân sẽ không thoát khỏi họa, không bằng lập một nước anh em với Sở, nhưng không lập ngay con cháu nước Triệu. Tướng quân chớ có bỏ thời cơ, thời cơ qua nhanh không chờ đợi được.
Vũ Thần bèn nghe theo, tự xưng là Triệu Vương, cho Trần Dư làm đại tướng quân, Trương Nhĩ làm hữu thừa tướng, Thiệu Tao làm tả thừa tướng.

## Lập vua Triệu khác
Xem chi tiết: Vũ Thần
Vũ Thần sai người báo với Trần Vương. Trần Vương cả giận, ban đầu muốn giết tất cả nhà của Vũ Thần và đem binh đánh Triệu, nhưng sau nghe theo lời phân tích lợi hại của tướng quốc Sái Tứ nên cho gia đình của Vũ Thần và các tướng sang Triệu và sai sứ giả đến chúc mừng Triệu, giục Triệu mau mau đem binh đi về hướng Tây vào Quan Trung. Trương Nhĩ, Trần Dư nói với Vũ Thần:
Nhà vua làm vua ở Triệu không phải là ý nước Sở muốn thế, mà chỉ dùng mưu kế để chúc mừng nhà vua đấy thôi. Một khi Sở đã diệt xong nhà Tần thì thế nào nó cũng đem binh đến đánh nước Triệu. Xin nhà vua chớ đem binh đi về hướng Tây. Hãy đem binh đi về hướng Bắc lấy các nước Yên, Đại; đi về hướng Nam lấy Hà Nội để mở rộng đất đai của mình. Nước Triệu phía Nam có sông Hoàng Hà rộng, phía Bắc có đất Yên, đất Đại, thì nước Sở dù có thắng được nước Tần đi nữa cũng không dám khống chế nước Triệu.
Triệu Vương cho là phải bèn không đem binh sĩ về hướng Tây, mà sai Hàn Quảng cướp lấy đất Yên, Lý Lương cướp lấy đất Thượng Đảng. Hàn Quảng đến đất Yên, người Yên nhân đấy lập Quảng làm Yên Vương.
Triệu Vương bèn cùng Trương Nhĩ, Trần Dư đi về phía Bắc cướp đất ở biên giới nước Yên. Triệu Vương bất ngờ đi ra bị quân Yên bắt được. Tướng Yên bỏ tù Triệu Vương, muốn cùng Triệu Vương chia đôi đất Triệu mới trả Triệu Vương về. Sứ giả Triệu đến, viên tướng quốc nước Yên liền giết chết để đòi đất.
Trương Nhĩ, Trần Dư lo lắng. May có người lính làm đầu bếp đi sang doanh trại quân Yên thuyết phục được tướng Yên thả Triệu Vương.
Sau khi Lý Lương đã bình định được Thường Sơn trở về báo tin, Triệu Vương lại sai Lương đi lấy Thái Nguyên. Bị tướng Tần dụ hàng, Lý Lương trở về đánh úp Hàm Đan. Hàm Đan không kịp phòng bị. Lý Lương giết cả nhà Vũ Thần, Thiệu Tao. Nhiều người nước Triệu là tai mắt của Trương Nhĩ, Trần Dư cho nên hai người kịp thời trốn thoát.
Trần Dư cùng Trương Nhĩ tập hợp binh sĩ được vài vạn người. Có người khách nói khuyên Trương Nhĩ và Trần Dư: 
Hai ông là những người lữ khách muốn giúp Triệu thì khó mà đứng một mình được. Các ông hãy tập hợp con cháu vua Triệu, lấy nghĩa để phò họ thì có thể thành công.
Hai người bèn tìm được Triệu Yết, lập làm Triệu Vương đóng ở Tín Đô. Lý Lương tiến quân đánh Trần Dư. Trần Dư đánh Lý Lương thua to. Lý Lương bỏ chạy về với Chương Hàm.

## Nguy khốn ở Cự Lộc
Năm 208 TCN, tướng Tần là Chương Hàm sau khi đánh tan quân Sở, giết được Hạng Lương ở Định Đào bèn đem binh đến đánh Hàm Đan. Trần Dư và Trương Nhĩ sai dời dân ở đấy đi Hà Nội, san phẳng thành quách. Trương Nhĩ và Triệu Vương Yết chạy vào thành Cự Lộc.
Chương Hàm sai Vương Ly (王離) vây thành. Trần Dư đi về phía bắc tập hợp binh sĩ ở Thường Sơn được vài vạn người, đóng quân ở phía Bắc Cự Lộc.
Chương Hàm đóng quân ở phía nam Cự Lộc, trên cánh đồng Nam Cực, xây đường ống đến sông Hà để vận chuyển lương thực cho Vương Ly. Vương Ly binh sĩ và lương thực đều nhiều, đánh Cự Lộc rất gấp. Trong thành Cự Lộc binh ít, lương hết, Trương Nhĩ mấy lần sai người đến bảo Trần Dư tiến quân. Trần Dư tự nghĩ quân của mình ít, không đánh lại được quân Tần nên không dám tiến. Tình hình kéo dài mấy tháng. Trương Nhĩ cả giận, oán Trần Dư, sai thủ hạ là Trương Yêm, Trần Thích đến trách Trần Dư:
Trước kia ta cùng ông làm bạn sống chết cùng có nhau. Nay nhà vua và Nhĩ sớm chiều sẽ chết, thế mà ông cầm quân mấy vạn mà không chịu cứu. Như thế làm sao có thể tin rằng cùng chết với nhau được? Tại sao ông không xông vào quân Tần, cùng nhau chịu chết, như thế ngõ hầu còn có hy vọng cùng sống trong muôn một.
Trần Dư nói:
Tôi tính tiến quân thì cũng không thể cứu được Triệu, mà chỉ mất hết quân. Và lại; sở dĩ Dư này không cùng chết là vì muốn báo thù cho Triệu Vương và Trương Quân. Nay nếu chúng ta cùng chết thì cũng như ném thịt cho hổ đói,phỏng có ích gì?
Bị hai tướng giục mãi, Trần Dư bèn giao cho 2 người năm nghìn quân, sai Trương Yêm, Trần Thích thử quân Tần trước. Đạo quân này nhanh chóng bị Vương Ly tiêu diệt, Trương Yêm và Trần Thích tử trận.
Lúc bấy giờ các nước Yên, Tề nghe tin Triệu nguy cấp đều đến cứu. Con Trương Nhĩ là Trương Ngao cũng tập hợp binh sĩ đất Đại ở phía bắc được hơn vạn người đến. Tất cả đều xây lũy ở cạnh Trần Dư nhưng vẫn chưa dám đánh Tần.

## Ngờ vực thu tướng ấn của Trần Dư
Năm 207 TCN, Hạng Vũ cầm đầu quân Sở đi cứu Triệu. Quân Sở mấy lần cắt đứt đường ống vận lương của Chương Hàm cho Vương Ly. Quân của Vương Ly thiếu ăn. Hạng Vũ đem tất cả binh sĩ vượt sông Hoàng Hà và phá tan quân Vương Ly, cầm tù được Vương Ly, còn Thiệp Nhàn tự sát. Chương Hàm bèn đem binh chạy. Nhờ vậy Triệu Vương Yết và Trương Nhĩ mới ra khỏi thành Cự Lộc, cảm tạ chư hầu.
Trương Nhĩ gặp Trần Dư, trách Trần Dư không chịu cứu thành Cự Lộc. Đến khi hỏi Trương Yêm, Trần Thích ở đâu, Trần Dư nổi giận nói:
Trương Yêm, Trần Thích bảo tôi thế nào cũng phải chết, nên tôi sai họ cầm năm nghìn quân để thử sức quân Tần trước. Họ đều chết không thể ra được.
Trương Nhĩ không tin, cho rằng Trần Dư đã giết họ, nên hỏi Trần Dư mấy lần. Trần Dư nổi giận nói:
Tôi không ngờ ông oán giận tôi sâu sắc đến thế. Có phải vì tôi tiếc không dám bỏ chức tướng quân đâu?
Trần Dư bèn cởi ấn trao cho Trương Nhĩ. Trương Nhĩ cũng kinh ngạc không dám nhận. Trần Dư đứng dậy đi ra nhà tiêu, có người khách nói với Trương Nhĩ:
Tôi nghe nói: "Trời cho mà không nhận thì sẽ mang vạ", nay Trần tướng quân đã trao ấn cho ngài mà ngài không nhận thì trời sẽ bắt mang vạ đấy. Xin ngài nhận ngay đi!
Trương Nhĩ bèn mang ấn, thu bộ hạ của Trần Dư. Trần Dư oán ông trách mình vô cớ và không chịu nhường, bèn rảo bước đi ra. Trương Nhĩ bèn thu quân của Trần Dư.
Trần Dư một mình cùng với vài trăm người trước đây ở dưới cờ vẫn quen thân, đi săn và đánh cá trong cái đầm trên sông Hoàng Hà. Từ đó giữa Trương Nhĩ và Trần Dư có sự hiềm khích.

## Theo Sở làm vương
Triệu Vương Yết ở lại Tín Đô, Trương Nhĩ theo Hạng Vũ và chư hầu vào Quan Trung tiêu diệt nhà Tần.
Năm 206 TCN, Hạng Vũ lập chư hầu, Trương Nhĩ vốn giao du rộng, nhiều người nói tốt về Trương Nhĩ với Hạng Vũ. Hạng Vũ cũng nhiều lần nghe Trương Nhĩ là người tài giỏi bèn chia đất Triệu, phong Trương Nhĩ làm Thường Sơn Vương, cai trị ở Tín Đô.
Hạng Vũ thấy Trần Dư không theo mình vào Quan Trung, nghe tin Trần Dư ở huyện Nam Bì, liền phong cho ba huyện ở gần Nam Bì và đổi Triệu Vương là Yết đi làm vua ở đất Đại.

## Thất thế sang Hán
Trần Dư thấy Trương Nhĩ được phong vương, còn mình thì không nên nổi giận nói:
Trương Nhĩ và ta công lao như nhau, nay Trương Nhĩ làm vua, mà một mình ta làm hầu, như thế là Hạng Vũ không công bình!
Nghe tin vua Tề là Điền Vinh phản lại nước Sở, Trần Dư bèn xin viện binh để đánh Trương Nhĩ. Điền Vinh muốn lập vây cánh ở Triệu để phản lại Sở bèn sai đem binh cho Trần Dư. Trần Dư nhân đấy đem tất cả quân ba huyện đánh úp Thường Sơn Vương Trương Nhĩ.
Trương Nhĩ bị thua bỏ chạy, nhận thấy trong số chư hầu không thể theo ai, nói:
Hán Vương và ta là chỗ quen biết cũ, còn Hạng Vũ thì mạnh và lập ta, ta muốn theo Sở.
Thủ hạ là Cam Công nói với ông:
Hán Vương vào Quan Trung, năm ngôi sao tụ tập ở Đông Tỉnh, Đông Tỉnh là phần của Tần ai đến trước thì làm bá. Sở tuy mạnh nhưng đến sau thì thế nào cũng phải thuộc về Hán!
Vì vậy Trương Nhĩ giết chết tướng cùng họ với Hạng Vũ đang phục vụ dưới quyền mình là Hạng Anh, mang đầu chạy về dâng Hán Vương xin hàng. Hán Vương Lưu Bang lúc đó đang quay về bình định Tam Tần, vây Chương Hàm ở Phế Khâu.
Sau khi đã đánh bại Trương Nhĩ, Trần Dư bèn thu lại đất Triệu, đón Triệu Vương ở Đại về làm Triệu Vương như cũ. Để tỏ lòng biết ơn Trần Dư, Triệu Vương lập Dư làm vương đất Đại. Trần Dư cho rằng Triệu Vương yếu, nước Triệu lại mới bình định nên không về nước của mình ở lại giúp Triệu Vương, và sai Hạ Duyệt làm tướng quốc giữ đất Đại.

## Trở về nước Triệu

### Nhờ ơn vua Hán
Năm 205 TCN, Hán Vương Lưu Bang đi về hướng đông đánh Sở, sai sứ giả nói với Triệu, muốn cùng Triệu đi về đông. Trần Dư căm ghét Trương Nhĩ nên nói với Hán vương:
Hán Vương có giết Trương Nhĩ thì tôi mới theo.
Hán Vương không nỡ giết ông, bèn tìm người giống ông, chém và mang đầu đưa đến cho Trần Dư. Trần Dư tin là ông đã chết bèn đem binh giúp Hán.
Sau đó quân Hán bị quân Sở đánh cho thua to ở phía tây Bành Thành, Trần Dư lại biết tin ông chưa chết nên phản lại nhà Hán theo Sở.

### Nhờ tài Hàn Tín
Cuối năm 205 TCN, sau khi Hàn Tín đã bình định nước Ngụy, Lưu Bang sai Trương Nhĩ và Hàn Tín đánh nước Triệu. Tháng 9 nhuận năm 205 TCN, Hàn Tín đánh bại nước Đại ở phía bắc, bắt sống tướng quốc Hạ Duyệt ở Ứ Dự và mang quân tiến vào nước Triệu.
Năm 204 TCN, Hàn Tín và Trương Nhĩ cầm quân vài vạn người, đi về phía đông xuống Tỉnh Hình để đánh nước Triệu.
Trần Dư cầm quân, không nghe theo lời khuyên của Lý Tả Xa, nên bị Hàn Tín đánh bại trên sông Chi Thủy. Trần Dư bị tử trận. Sau khi hợp binh giết Trần Dư, ông cùng Hàn Tín đuổi giết Triệu Vương Yết ở Thường Sơn.
Hán vương Lưu Bang lập Trương Nhĩ làm Triệu Vương.

### Ngôi vị trọn vẹn
Hạng Vũ mấy lần sai kỳ binh vượt qua sông Hoàng Hà đánh Triệu. Triệu Vương Nhĩ và Hàn Tín đi đi lại lại để cứu Triệu, nhân lúc đi lại bình định các thành ấp ở Triệu, đem binh đến giúp Hán Vương.
Hạng vương đang bận vào việc vây Hán Vương ở Huỳnh Dương, nên không thể dồn đại quân đánh Triệu. Hán Vương bị quân Sở vậy ngặt, phải trốn ra về phía Nam, đến giữa miền Uyển và Diệp, chạy vào Thành Cao. Hạng Vũ lại bao vây rất gấp.
Tháng sáu năm 204 TCN, Hán Vương ra khỏi Thành Cao, chạy về hướng đông, vượt qua sông Hoàng Hà, chỉ có một mình Hạ Hầu Anh cùng đi. Hán Vương theo quân của Trương Nhĩ đến Tu Vũ. Đến nơi, Hán Vương nghỉ ở ngoài quán trọ. Sáng sớm, Hán Vương tự xưng là sứ thần nhà Hán, phi ngựa vào trong thành Triệu. Trương Nhĩ, Hàn Tín chưa dậy, Hán Vương vào trong phòng ngủ, cướp ấn tín và binh phù, dùng cờ mao để triệu tập cái tướng, thay đổi chức vị các tướng.
Khi ông và Hàn Tín thức dậy, mới biết là Hán Vương đã đến. Hán Vương sau khi đoạt quân của hai người liền ra lệnh cho Trương Nhĩ giữ lấy đất Triệu, phong Hàn Tín làm tướng quốc, thu quân đội của Triệu chưa phái đến Huỳnh Dương để đánh Tề.
Năm 202 TCN, Trương Nhĩ chết, được tặng tên thụy là Triệu Cảnh vương (赵景王). Con ông là Trương Ngao nối nghiệp, được lập làm Triệu vương. Người con gái đầu của Lưu Bang là công chúa Lỗ Nguyên làm vương hậu của Triệu vương Trương Ngao.
Đất Thường Sơn mà Hạng Vũ phong cho Trương Nhĩ, từ đó quen gọi là Trương Quốc, về sau đọc chệch âm thành Tương Quốc.